# Pop Rocks (film)
Pop Rocks är en amerikansk långfilm från 2004 och är producerad av Patricia Clifford Productions i samarbete med ABC Family.

## Handling
Filmen handlar om Jerry Harden som på 1980-talet spelade i hårdrocksbandet "Rock Toxic".
Men när pressen blir för stor hoppar han av, bildar familj och börjar jobba på en bank.
Men efter ett flertal år då han fått fason på sitt liv, skaffat fru och barn dyker gitarristen Izzy Kizap upp och uppmanar att bandet skall återförenas.

## Rollista (urval)
- Gary Cole - Jerry Harden
- David Jensen - Izzy Kizap
- Sherilyn Fenn - Allison Harden
- Asher Book - Liam Harden
- Johanna Braddy - Olivia Harden